# 生物擾乱

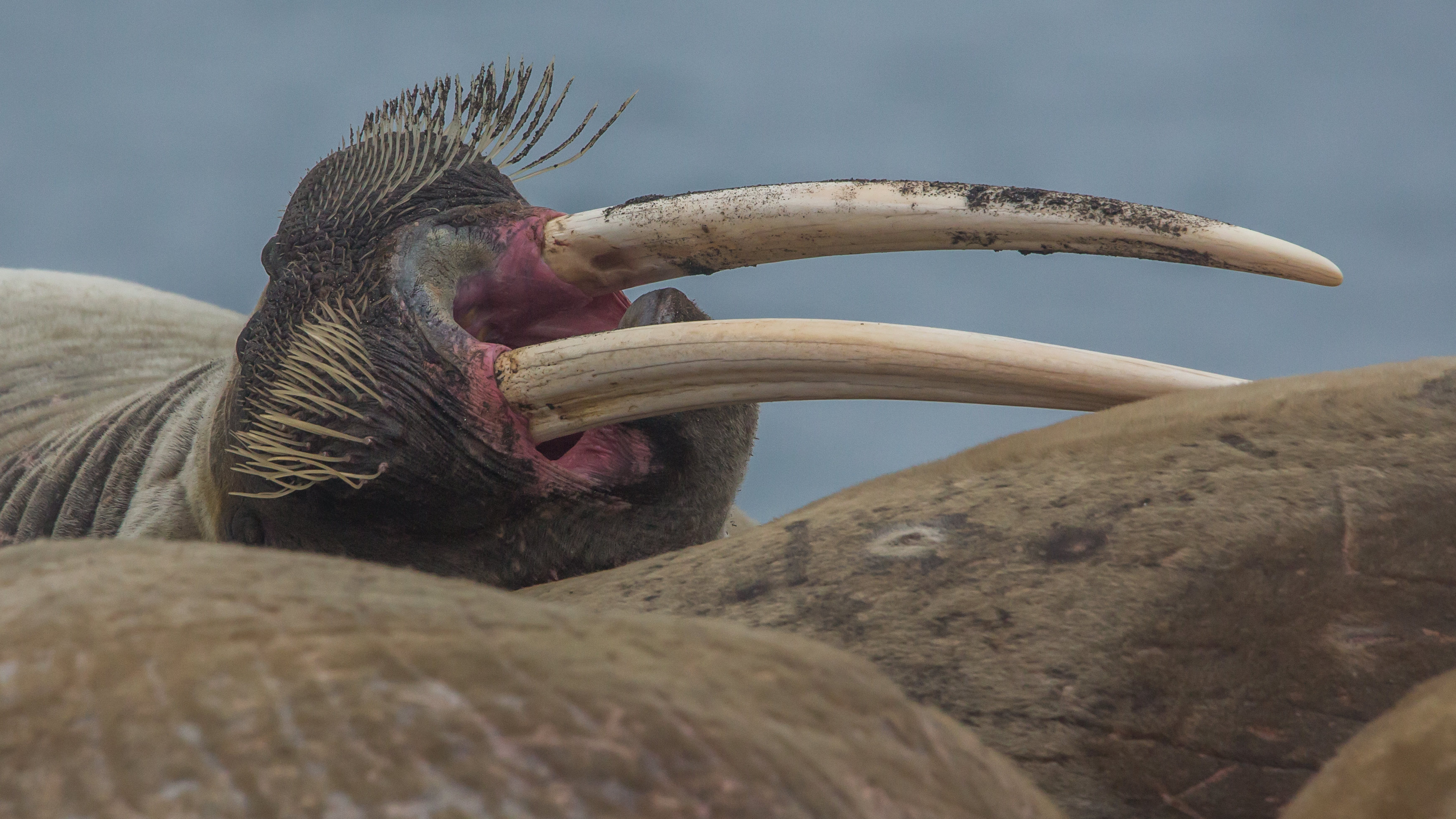
左の牙に堆積物が付着したセイウチ。北極の海底堆積物へのセイウチによる生物擾乱は生態系への大規模な影響を持つ。

生物擾乱（せいぶつじょうらん、Bioturbation）は、動物や植物などによって土壌や堆積物が再加工されること。巣穴の掘削、食餌の摂取、堆積物粒子の排泄などがある。生物擾乱を起こす活動は環境に影響を与えており、生物多様性の増大に寄与する重要な要素であると考えられている。生物擾乱の公式な研究は1800年代にチャールズ・ダーウィンが庭で開始した。生物擾乱活動を通した水中の堆積物や陸上の土壌の混乱は重大な生態系サービスを提供しており、水中堆積物や上層の水に含まれる栄養素の変化、陸上・水中生態系における巣穴という形での他種への避難所の提供、陸上での土壌生産が挙げられる。
生息環境に物理的変化を与えることで他の種にとっての資源の利用可能性を変化させるため、生物擾乱者は生態系エンジニアとみなされている。このタイプの生態系の変化は共存する種の進化や環境に影響しており、このことは海洋および陸上の堆積物に残された生痕化石が示唆している。この他に生物擾乱がおよぼす効果としては、堆積物の構造変化（続成作用）、生物灌漑、微生物や非生物粒子の置換がある。生物擾乱は生物灌漑の過程と混同されることがしばしばあるが、これらの過程は混合するものが異なる。生物灌漑は堆積物中の溶質と水との混合を指しており、これは生物擾乱の効果の1つである。
大型の生物擾乱者の例としてセイウチ、サケ、ホリネズミが挙げられる。これらの大型の生物擾乱者の活動が目立つ一方、支配的な生物擾乱者は小型の無脊椎動物であり、ミミズや多毛類、アナジャコ科、ユスリカの幼虫（ボウフラ）などがある。

## 機能的グループ
生物擾乱者は生態学的特性あるいは生物地球化学的効果に基づいて複数の機能的グループに分類される。一般的な分類は生物擾乱者が堆積物を輸送して堆積物と相互作用する方法に基づくが、様々なグループ分けは、生態学や堆積物の生物地球化学といった研究分野と分類様式の関連性、および非常に多様な生物撹乱生物を彼らの機能を説明する分類で簡潔に整理しようとする試みに起源を持つとみられる。分類の例として摂食様式と運動様式、摂食様式と生物学的相互作用、運動様式に基づくものがある。最も一般的な例である堆積物の輸送方式に基づいた分類を以下に示す。
ギャラリー・ディフューザー
巣穴の形成や摂食行動、ギャラリーを通した一般的な動作を経て、堆積層上部に複雑な管状ネットワークを構築する。Hediste diversicolorやMarenzelleria spp.のような採掘性多毛類と深く関連する。
バイオディフューザー
堆積物中を移動する際、堆積物粒子を無作為に短距離輸送する。この分類に主に属する動物には二枚貝や端脚類が含まれるが、海底付近で食餌する底生魚やエイなどのより大型の脊椎動物も含まれる。
上向きのコンベヤー
堆積物中で下に頭を向け、深部の物質を摂取して消化管を通して堆積物表層へ輸送する。主要なものにはArenicola marinaのような掘削性多毛類やアナジャコ科の甲殻類が居る。
下向きのコンベヤー
堆積物中で堆積物と水と境界の方へ頭を向け、摂食時に表層に由来する物質を深部へ輸送する。星口動物のスジホシムシ科が属する。
リジェネレーター
掘削時に土砂を分散させ、堆積物上に存在する水柱に拡散させる。リジェネレーターが巣穴を放棄した後、堆積物表面の水流によって巣穴が崩落する場合がある。例としてシオマネキやスナガニ亜科のカニが居る。

## 生態学的役割

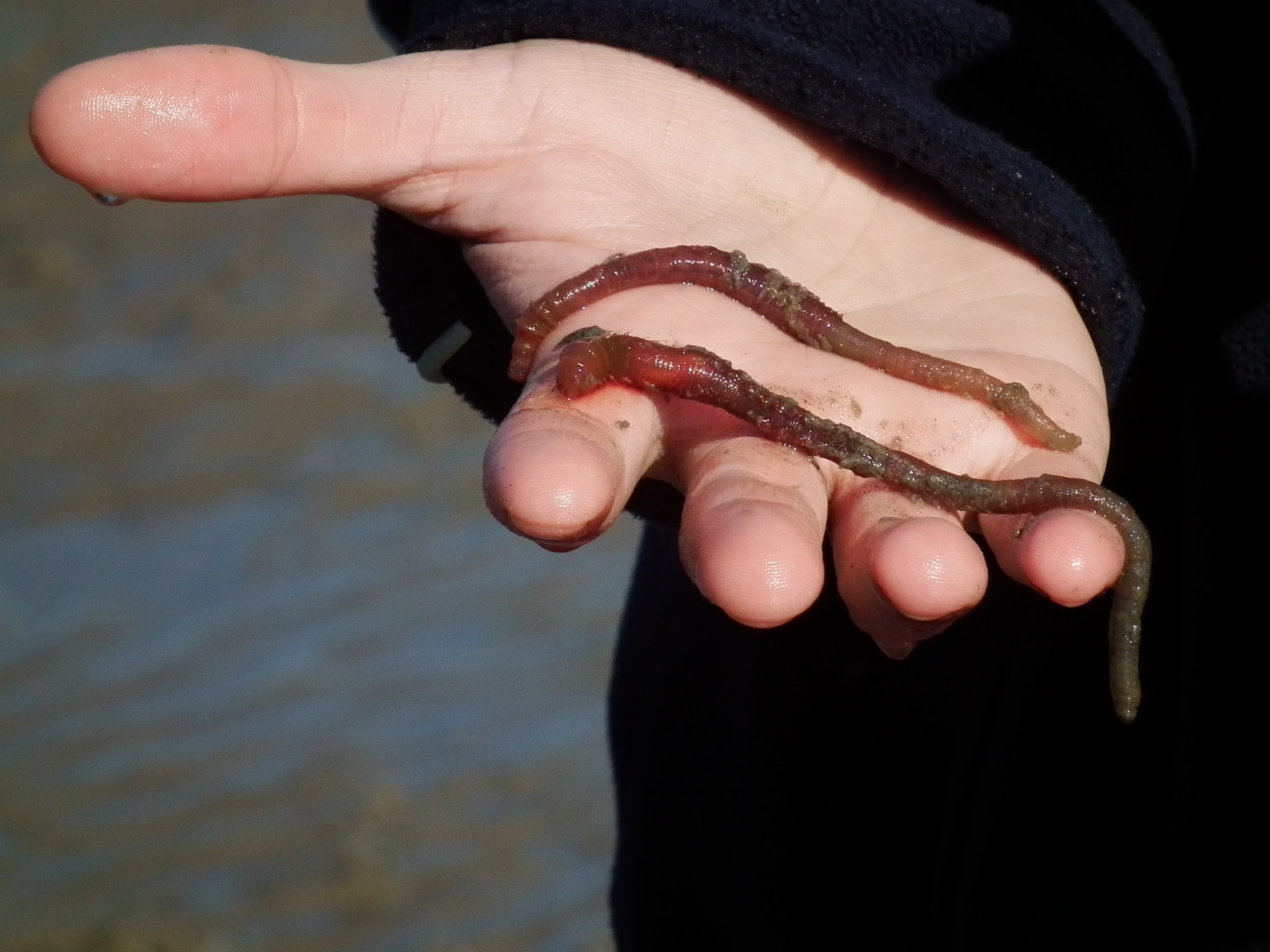
タマシキゴカイ

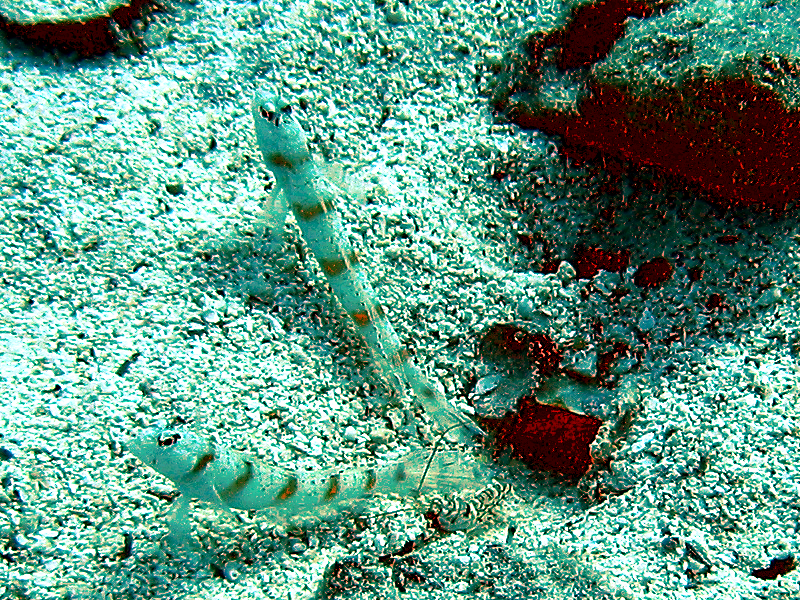
エビの巣穴の外で見張りをするハゼ科魚類

生物擾乱の生態学的役割の評価は主に種特異的である。しかし、溶存酸素をはじめとする溶質を輸送し、有機物の分解と続成作用を促進し、堆積構造を変化させる彼らの能力は、他の大型動物相や微生物群集の生存やコロニー形成において重要になっている。
微生物群集は生物擾乱者の活動に強く影響される。酸素をはじめとするエネルギー的に好都合な酸化剤が深部で高度に還元された堆積物へ多く輸送されるようになると、巣穴近傍で発生する微生物の代謝過程が変化するのである。生物擾乱者が掘削すると堆積物の表面積も増大し、酸化的溶質と還元的溶質がそこで交換され、堆積物全体での代謝が増大する。堆積物中における微生物活動と代謝の増大は、有機物分解と堆積物の酸素吸収の強化に帰結する。また掘削活動による微生物群集への影響に加え、生物擾乱者の排泄物が微生物や他の大型動物相に栄養価の高い食料源を提供し、底生微生物の活動を強化するとする研究もある。生物擾乱者により増大したこの微生物活動は、堆積物の上位に位置する水柱中の栄養塩増大にも寄与しうる。有機物の微生物分解の促進から放出される栄養素（特にアンモニウムなど制限物質）は生態系にボトムアップ効果をもたらし、植物プランクトンや細菌プランクトンの成長を促進する。
巣穴は内部の生物を天敵や過酷な環境条件から保護する。例えば、シロアリの種であるMacrotermes bellicosusは掘削を行い、小規模かつ快適な気候を作り上げる複雑な空気の通り道と蒸発装置を備えた塚を好ましくない物理的環境中に形成する。また、非生物擾乱者であっても生物擾乱者の形成する巣穴の防衛能力に惹かれる者が多く、生物擾乱者と巣穴を共有する共生が確立された事例も存在する。例えば、ハゼやウロコムシやカニはユムシやその仲間が形成した巣穴に生息する。社会的相互作用は宿主と共生者との間に共進化をもたらすこともあり、この例としてエビとハゼの関係がある。エビの巣穴はハゼにとっての避難所を提供し、ハゼは巣穴の出入り口で見張りを務めて潜在的な危険の存在を知らせるのである。これと対照的に、盲目のハゼであるTyphlogobius californiensisは光がほぼ届かないCallianassa属のエビの巣穴の深部に生息しており、片利共生の例となっている。孵化した直後のTyphlogobius californiensisは完全に発達した目を持つものの、個体成長を遂げるにつれて目が皮膚に被覆されて退行する。生息する巣穴がほとんどの光を欠くことを機能的な目の進化的喪失の原因とする仮説が立てられており、共生による形態進化の証拠が示唆されている。
生物擾乱者は窒息、捕食者の誘引、資源競争によって他の底生生物の存在を阻害することも可能である。アナジャコ類は他の生物に避難所を提供したり巣穴内で種間関係を構築したりもするが、他の種に強い負の影響をもたらすことも示されている。例えば堆積物を再懸濁する際に二枚貝や底生腹足類を窒息させうるほか、多毛類やクーマ目および端脚類を排除することも示されている。アナジャコ類は二枚貝養殖事業における有害生物と考えられており、アメリカ合衆国北西部においてこれは深刻な問題である。また、堆積物の再懸濁や堆積物と水の界面における水流の変化は幼体が巣穴を掘削して堆積物中に留まる能力に影響を与えることもあり、したがって生物擾乱者の存在は同種や他種の幼体に対しても正の影響と負の影響をもたらしうる。それぞれの種における再懸濁と掘削の方法が異なり、それに応じて堆積物と水の界面における流体への影響も異なるため、この影響は主に種特異的である。堆積物を摂取する生物擾乱者は直近で定着した幼体を消費してしまう場合もある。

## 生化学的影響
約5億3900万年前に始まって以降、生物擾乱は主に栄養塩の循環を通して海洋化学の変化を誘発してきた。生物擾乱者は堆積物の栄養塩輸送において重要な役割を果たし続けている。
例として、生物擾乱を引き起こす動物は地質学的スケールのリン循環に影響した。生物擾乱者は粒子状の有機リンを海洋堆積物の深部へ混合させ、通常の化学速度を上回る速度でリンを堆積物中へ沈殿させ、バイオミネラリゼージョンを阻害する。このリンの沈殿・隔離により、地質学的時間スケールでリン生産が減少し、酸素濃度も制限されることになる。生物生産の減少は酸素レベルの全体的低下に帰結するものであり、また当時の酸素レベルの減少と生物擾乱の増大が対応することが提唱されている。また、酸素濃度の低下は結果的に負のフィードバックとして働き、生物擾乱の強度の制限に寄与した。
生物擾乱は堆積物輸送のメカニズムに応じ、堆積物から水柱への混入物質のフラックスを増大あるいは減少させる。汚染された堆積物においては、生物擾乱を起こす動物は表層を混合して水柱に汚染物質を放射する場合がある。多毛類のワームのような上向きのコンベヤーに該当する種は、表層への汚染物質の移動に効果的である。外来種の動物はかつて安全な深さに埋没していた汚染物質を掘り返すことが可能である。バルト海では外来種である多毛類のMarenzelleriaが在来種の動物よりも深い35～50センチメートルの深さまで掘削可能であり、過去に隔離された汚染物質を放出する。しかし、堆積物中に生息する生物擾乱者は堆積物中に疎水性の有機物を埋没させることで水中の汚染物質のフラックスを減少させることも可能である。また、汚染されていない粒子が生物擾乱により埋没した場合、堆積物中の化学汚染物質を吸着するより広い表面がもたらされることになる。

## 生態系への影響
栄養循環は現代の地球でもいまだ生物擾乱の影響を受けている。以下は陸上と水中の生態系における例である。

### 陸上

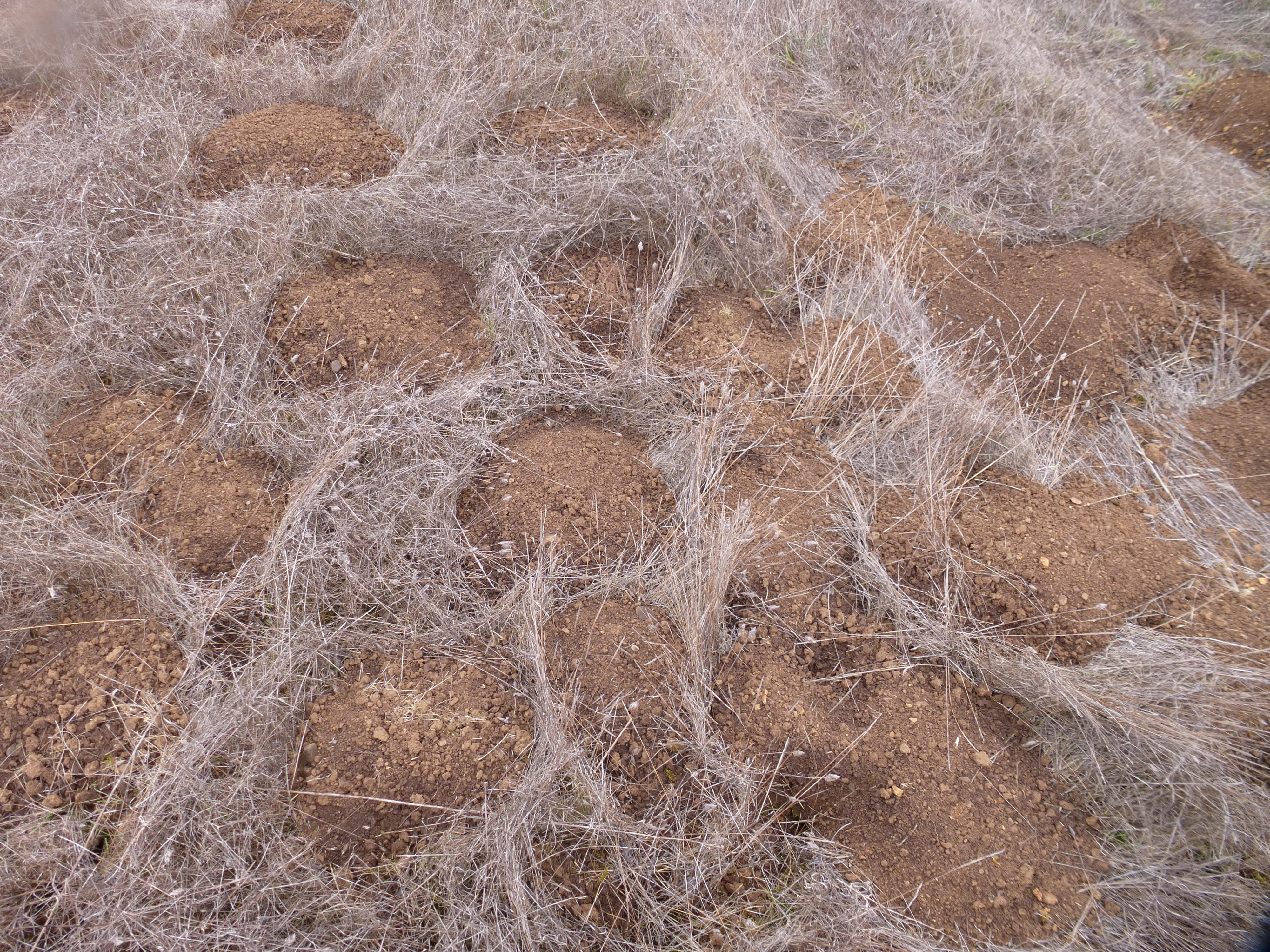
ホリネズミの塚

動植物は土壌を食料や避難所として利用し、土壌上層を乱し、腐食岩石と呼ばれる風化岩を土壌下部から地表へ輸送する。陸上の生物擾乱は土壌生産・埋没・有機物含有量などに重要である。樹木の根は土壌有機物の供給源であり、根の成長と切り株の腐敗も土壌の輸送と混合に寄与する。樹木の根の枯死と腐敗はまず土壌に有機物を供給し、続けて空隙を発生させて土壌の密度を減少させる。樹木の根は使を形成し、土壌を混合し、土壌層位を逆転させ、相当の土壌変位を引き起こす。
ミミズや小型哺乳類といった巣穴を形成する動物は、空気や水を輸送する通路を形成し、粒度径分布や土壌間隙率や栄養塩といった土壌特性を変化させる。穴を掘り植物の岩屑を消費する無脊椎動物は有機質に富む表土を生産し、土壌層位の形成に寄与する。ホリネズミのような小型哺乳類も土壌生産に重要な役割を担っており、おそらく非生物由来の過程と同程度の規模である。ホリネズミは地上の塚を形成し、そこで土壌を地表から下位の土壌層位へ移動させ、風化の乏しい岩石を表面侵食過程に晒し、土壌形成を促進する。塚を構成する土壌が侵食とその後の輸送の影響を受けやすいことから、ホリネズミは土壌の下側への輸送に重要な役割を担っていると考えられている。樹木の根の効果と同様に、巣穴の形成はそれが埋め戻された場合であっても土壌密度の軽減に寄与する。また、地表の塚の形成は地表の植生を埋没させ、食性の分解時に栄養塩のホットスポットを形成し、土壌有機物を増加させる。掘削性の動物は代謝が高いため、ホリネズミが消費する植物の量も膨大になる。これは個々の植物に有害な影響を与えるものの、土壌の栄養素含有量と物理的な土壌特性に正の影響を与えることから、ホリネズミに起因する正味の影響は植物の成長を促進することになる。

### 淡水
淡水生体系における重要な生物擾乱源には、底生魚や大型無脊椎動物（ワーム、昆虫の幼虫、甲殻類、貝類）、およびサケのような遡河性の魚類による季節的な影響が挙げられる。遡河性の魚類は産卵のため海から淡水河川へ移動する。大型無脊椎動物は生物ポンプとして機能し、堆積物中の有機物質を摂食して鉱物化した栄養塩を水柱へ輸送する。底生魚と遡河性の魚類は、いずれも堆積物の再懸濁を通して一次生産を減少させ、底生一次生産者を置換し、堆積物由来の栄養塩を水柱へ戻すという形で生態系へ影響しうる。

#### 湖沼

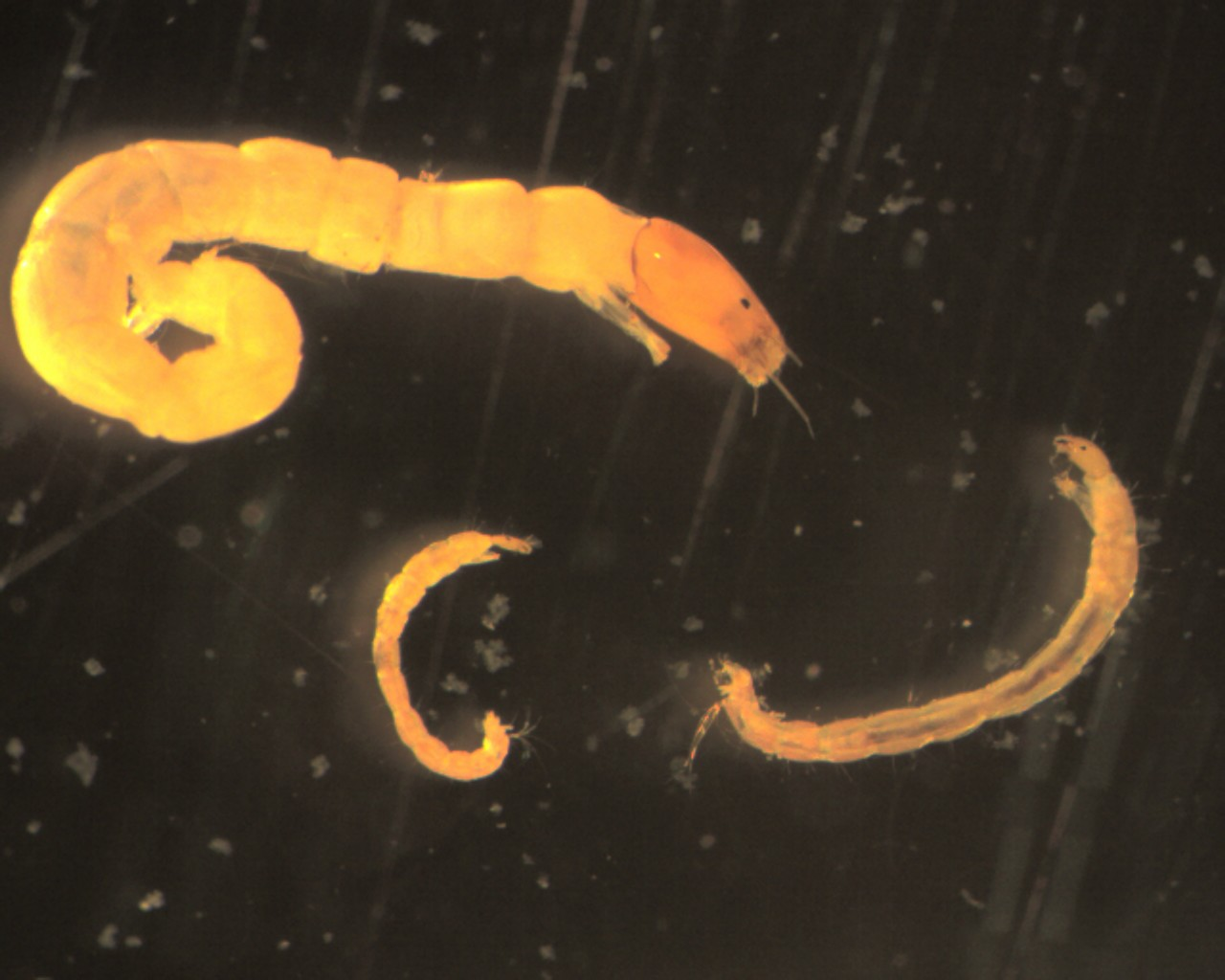
ユスリカの幼虫

湖沼や池の生態系の堆積物は有機物質に富んでおり、その上層に存在する水よりも堆積物中に有機物と栄養塩が含まれている。堆積物の生物擾乱を介した栄養塩の再生産により、栄養塩は水柱中へ移動し、それに伴って水生植物や植物プランクトンといった一次生産者の成長を強化することになる。このフラックスで重要な栄養塩は生態系の一次生産のレベルを制限している窒素とリンである。生物擾乱はこれらの成分を鉱物化・無機化させ、一次生産者が直接利用可能な形態に変化させる。加えて、生物擾乱が窒素とリンを含む有機物の水柱濃度を上昇させ、これらの物質が動物相に消費されて鉱物化する場合もある。
湖沼や池の堆積物は層厚が数ミリメートルと薄い。また上層の水が好気的環境である一方、堆積物下部は嫌気的環境である。このため、小型の生物擾乱者であっても堆積物の化学的な特徴の遷移に影響を与える場合がある。嫌気的堆積物を水柱と混合させることにより、生物擾乱者は再懸濁された堆積物や新たに露出した底部の堆積物表面との好気的な相互作用を可能とする。
ユスリカの幼虫やイトミミズのような大型無脊椎動物は生態系において重要な生物擾乱者であり、それぞれの食性によって異なる効果をもたらす。イトミミズは穴を掘らない上向きのコンベヤーであり、ユスリカの幼虫は堆積物に巣穴を形成して生物灌漑の効果をもたらす下向きのコンベヤーである。ユスリカの幼虫はこの活動と堆積物中での呼吸を通し、堆積物中の利用可能な酸素を減少させ、脱窒速度の増大を通して硝酸塩の消失を促進する。
大型無脊椎動物の生物擾乱により増大した堆積物への酸素供給は、堆積物と水の界面での生物擾乱と相まって、リンの全フラックスを複雑化させる。生物擾乱は水柱へのリンの正味のフラックスをもたらすことに帰結するが、酸素を豊富に含んだ水による生物灌漑が酸化鉄化合物へのリンの吸着を促進するため、水柱へのリンの全フラックスが減少することになる。
堆積物中に大型無脊椎動物が存在すると、コイのような底生魚の重要な食糧源となることから生物擾乱を誘発することもある。底生魚、特にコイは重要な生態系エンジニアであり、食餌と掘削活動によって池や湖沼の水質的特徴を変化させることがある。コイは湖底の堆積物の再懸濁によって水の濁度を増大させ、これにより光の透過を制限し、堆積物から水柱への栄養塩フラックスの増大もあって大型水生植物の生育を阻害し、表層水中の植物プランクトンの成長促進に寄与する。表層の植物プランクトンコロニーは、表層の栄養塩の増大と、堆積物中から魚の生物撹乱によって放出された埋没した植物プランクトン細胞から正の影響を受ける。また魚類の掘削では堆積物の位置も変化するため、大型水生植物はこの作用による生育阻害も受けることになる。

#### 河川
河川生態系も生物撹乱活動に対して同様の応答を示しており、ユスリカの幼虫やイトミミズといった大型無脊椎動物が重要な底生生物擾乱者である。また、溯河性魚による季節性の強い生物擾乱の影響を受ける場合もある。
サケは砂利～砂スケールや栄養塩スケールの両方において、産卵場所を構築する際に堆積物を再構成・移動させ、また栄養塩を移動させることにより、生物擾乱者としての役割を持つ。産卵場所の形成は流体の移動のしやすさ（透水係数）と河床の多孔性を増大させる。一部の河川においては、その川の特定域に十分な個体数のサケが集中することにより、産卵場所の形成に由来する堆積物輸送の合計が洪水による堆積物輸送に匹敵するか、それを上回る場合がある。堆積物の移動に対する正味の効果は、砂利・砂とより細かい粒径の物質の下流への移動と、河川の生息環境内での水の混合の強化である。
サケが産卵場所を形成することにより、堆積物と栄養塩のフラックスが河川の河床間隙水域において増大し、また海洋から陸域への海由来栄養塩（MDN）が河川内に保持・分散されることになる。MDNは産卵のため遡上するサケの排泄物やその腐敗した遺骸によって河川へ供給される。栄養塩モデリングからは、サケの産卵範囲内でのMDNの滞留時間が河川内の産卵場所形成量に反比例することが示唆されている。サケが生息するアラスカ州の河川における呼吸の測定結果からは、サケの産卵が活発な間、サケによる河床の生物擾乱がMDNの動態化や一次生産性の制限に重要な役割を担うことが示唆される。本研究における一次生産の減少は底生の一次生産者が生物擾乱により除去されたことに起因しており、また呼吸の増加は有機炭素の呼吸の増大によるものと考えられ、またサケの産卵場所形成に由来する堆積物の動態化にも起因すると考えられている。MDNは一般に淡水生態系の生産性を向上させると考えられているが、酒が栄養循環にもたらす影響を特徴づける際に生物擾乱の一時的効果を考慮すべきとする研究も複数ある。

### 海洋
主要な海洋の生物擾乱者は埋在動物の無脊椎動物から魚類や海棲哺乳類まで多岐にわたる。しかし、大半の海洋堆積物においては多毛類、二枚貝、掘削性のエビ、端脚類といった小型無脊椎動物が支配的である。

#### 浅海と沿岸

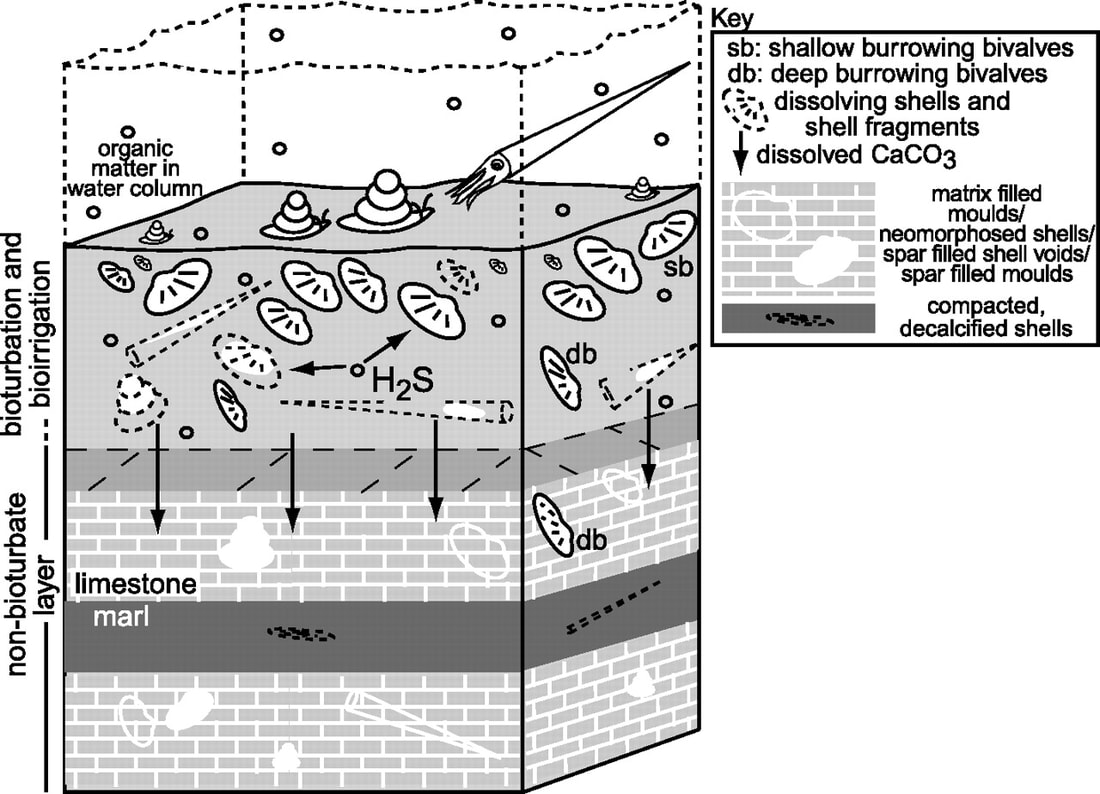
沿岸生態系の底部における生物擾乱と生物灌漑

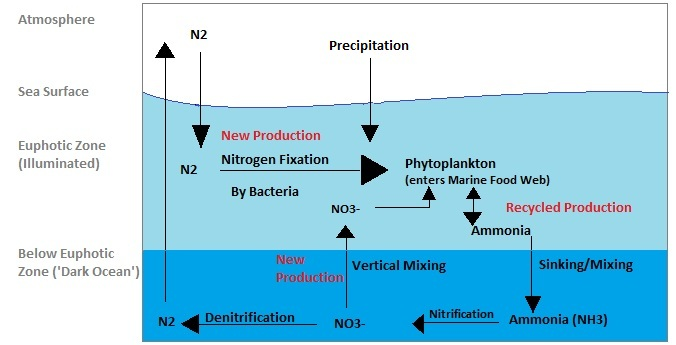
海洋の窒素循環

三角江のような沿岸生態系は一般に高生産であり、莫大なデトリタスが蓄積することになる。この莫大な堆積物と、堆積物の粒径が小さいこと、そして生息密度が高いことから、三角江での呼吸において生物擾乱者の存在は重要となる。生物擾乱者は生物灌漑を通して堆積物中への酸素輸送を強化し、また巣穴の形成を通して酸化された堆積物の表面積を拡大する。また生物擾乱者は一般的な再構築活動や排泄物の生産を通し、堆積物中のより深い地点へ有機物を輸送する。堆積物中で酸素と他の溶質を補充するこの能力により、生物擾乱者だけでなく微生物群集も呼吸量を増大させることが可能となり、三角江における元素循環が変化することとなる。
窒素循環に対する生物擾乱の効果はよく研究されている。深い堆積物への酸素および硝酸塩の供給量の増大と、酸素と硝酸塩を交換可能とする表面積の増大により、脱窒と硝化が強化される。強化された硝化脱窒カップリングにより浅海環境と沿岸環境で生物学的に利用可能な窒素が大幅に除去され、さらに生物擾乱者やその共生生物によるアンモニウム排泄がこれが強化されることになる。硝化と脱窒はいずれも生物擾乱により強化されるが、脱窒速度に対する生物擾乱の効果は硝化速度に対する効果よりも大きいことが判明しており、生物学的に利用可能な窒素の除去がさらに促進される。より多くの窒素が除去されることは、ニトロゲナーゼ遺伝子の存在を介した硫酸還元菌による窒素固定の証拠から示唆されるように、巣穴内の微環境中における窒素固定速度の増大に関連することが提唱されている。
セイウチの食餌による生物擾乱は、ベーリング海における堆積物、生物群集構造、栄養塩フラックスの重要な発生源である。セイウチは吻部で堆積物中に穴を掘ることで餌を掘り出し、強力な吸引力で二枚貝を捕食する。堆積物を掘り起こすことにより、莫大な有機物や栄養塩（特にアンモニウム）が堆積物から水柱へ放出される。加えて、セイウチの摂食行動により堆積物が混合・酸化され、孔が形成され、無脊椎動物の幼生が生息可能な新たな構造が創出されることになる。

#### 深海
深海生態系の機能は有光層に由来する有機物と栄養塩の供給・循環に依存するため、生物擾乱が重要である。低エネルギー領域（水塊が穏やかな領域）において生物擾乱は積物中の溶質濃度とミネラルの分布に不均質性をもたらす唯一の要素である。深海の底生生物の多様性が上昇した場合、より多くの生物擾乱が生じ、その結果として堆積物への有機物や栄養塩の輸送が増大することが示唆されている。堆積物表面に生息する動物は表層由来の有機物の消費を通し、動物やバクテリアが消費する堆積物への粒子状有機炭素の取り込みを促進する。粒子状有機炭素のが堆積物中の動物の食物網に取り込まれると、水柱から炭素が除去されるため、炭素隔離が促進される。海洋堆積物の中には、著しい生物擾乱によってマンガンと窒素の循環が強化されるものもある。

## 進化
生物擾乱の発生は、他の生物の進化や環境に多大な影響を与えた。生物擾乱は短期間のうちに大多数の動物の門が化石記録に出現したカンブリア爆発の重要な要因の1つであったと考えられている。カンブリア爆発の時期には動物の種間で捕食-被食関係が成立し、天敵に対する防御として剛毛や棘や貝殻といった硬組織の獲得が促進された。生物擾乱はこの骨格形成に起因したとする説が提唱されており、当該仮説によればこれらの新たな硬組織は動物が捕食者からの避難所に身を隠すため堆積物を掘ることを可能とし、また捕食者が堆積物中の獲物を捜索する動員を生み出したとされる（進化的軍拡競走）。掘削性の種からは堆積物摂食性に進化するものも出現した。生物擾乱が出現する以前の海底においては蓄積した微生物マットが支配的な生物学的構造であり、生態系昨日の大部分を駆動していた。生物擾乱の増加に伴って、掘削性の動物は微生物マットを乱し、生物学的・化学的多様性が大きい混合堆積物層を形成した。これにより海底生物種の進化と多様化がもたらされたと考えられている。
生物擾乱の起源に関しては、広く受け入れられていない別の仮説も存在する。生痕化石Nenoxitesはカンブリア紀に先駆けた最初期の生物擾乱の記録と考えられている。この化石は約5億5500万年前のエディアカラ紀ものであり、掘削性のワームによる泥質堆積物中の深さ5センチメートルの生物擾乱が示唆されている。水柱よりも泥中により多くの食料源が存在する傾向にあることからこの化石記録は食物探索行動と整合するが、この仮説を採用する場合本標本が前期カンブリア紀由来である可能性を排除するためより正確な年代測定が必要となる。
デボン紀の間の樹木の進化は地面の風化を促進し、根による生物撹乱に起因する土壌の拡散を増加させた。地面に値を張ることにより鉱物の風化と有機物の埋没が進行し、土壌の炭素貯蔵量も増加することとなった。

### 化石記録

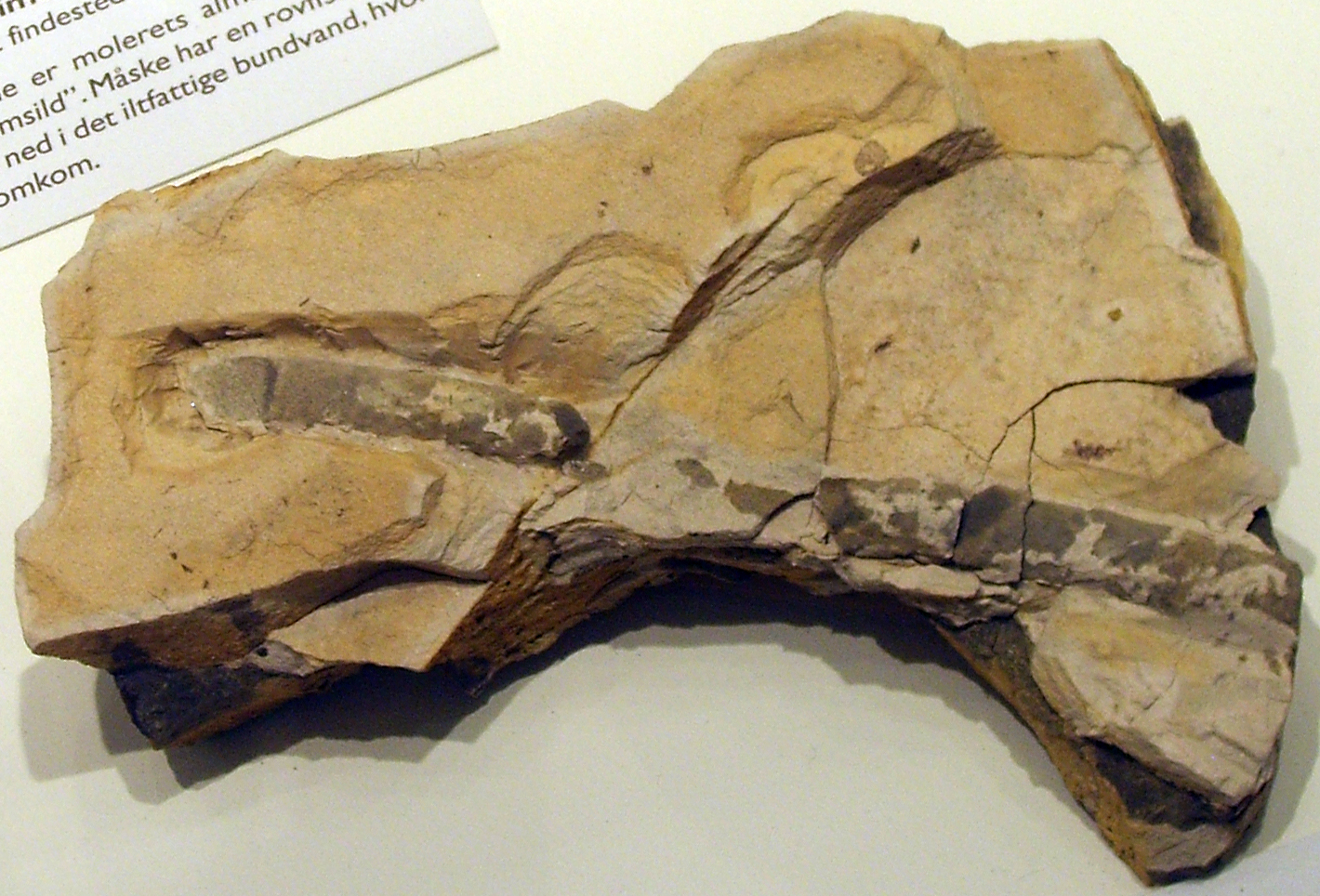
プラノリテスの化石

生物擾乱のパターンや痕跡は石化作用を受けた岩石に保存されている。そうしたパターンの研究は生痕学（イクノロジー）と呼ばれ、生物擾乱の場合には穴を掘る動物により残された化石を対象とする。生物擾乱が発達している場合、積層した層や斜交層理といった堆積構造が完全に失われる場合もある。このため、生物擾乱は地質学のうち堆積学や層序学に影響する。生物擾乱の生痕学的研究では、古い堆積物で発生した活動を評価するために化石の深さ・断面・鮮明さが用いられる。典型的には、化石が深いほど標本の保存が良く鮮明なものとなる。
潮汐堆積物・沿岸堆積物・深海堆積物から生物擾乱に由来する重要な生痕化石が発見されている。また風食堆積物も様々な化石の保存に重要である。生物擾乱の証拠は長い記録を含む深海堆積物コアに見られているが、コア抽出は特に浅い深度で生物擾乱の兆候を乱す可能性がある。節足動物は特に風食堆積物上の生物擾乱の地質学的記録に重要である。デューン領域での化石記録では下部中生界まえで遡る掘削性の動物の生痕がある一方、他の堆積物では約5億5000万年前まで遡る生痕が見られている。

## 研究史
土壌プロセスと地形学における生物擾乱の重要性は、チャールズ・ダーウィンが最初にこれを認識し、彼の最後の科学的出版物 The Formation of Vegetable Mould Through the Action of Worms でのテーマとした。ダーウィンはチョークの粉をフィールドに撒き、チョーク層の深さの時間変化を観察した。最初にチョークを堆積させてから30年後の発掘調査でチョーク層は深さ18センチメートル地点に埋没していることが明らかになり、年間6ミリメートルの速度で埋没したことが示唆された。ダーウィンはこの埋没が堆積物中のミミズの活動によるものとし、またこの土壌の混乱が土壌形成に重要であると判断した。1891年には地質学者ナサニエル・シェーラーがダーウィンの概念を拡し、アリと樹木による擾乱をこれに含めた。"Bioturbation"の語は1952年にルドルフ・チッチャーが提唱し、生物に起因する堆積物の構造の説明に利用した。1980年代以降、「生物擾乱」の語は動植物による土壌や堆積物の再構成を説明する語として土壌学や地形学の文脈で広く用いられている。